# Oppression (film)
Pour les articles homonymes, voir Oppression (homonymie).
Pour plus de détails, voir Fiche technique et Distribution.
Oppression (Shut In) est un thriller dramatique franco-canadien réalisé par Farren Blackburn, sorti en 2016.

## Synopsis
Depuis le décès de Richard, son époux, Mary une pédopsychiatre, vit dans une maison isolée de la Nouvelle-Angleterre avec son beau-fils Steven, lourdement handicapé à la suite de l'accident qui a coûté la vie à son père. À l’approche d’une violente tempête de neige, Tom, l’un de ses jeunes patients sourd, est porté disparu. Mary est tout à coup sujette à des hallucinations et prise de paranoïa. Mais elle est bien décidée à retrouver le jeune garçon avant qu’il ne disparaisse emporté par la tempête.

## Fiche technique
- Titre : Oppression
- Titre québécois : Peur blanche
- Titre original : Shut In
- Réalisation : Farren Blackburn
- Scénario : Christina Hodson
- Direction artistique : Jeremy Stanbridge
- Direction de la photographie : Yves Bélanger
- Décors : Paul D. Austerberry
- Costumes : Odette Gadoury
- Montage : Baxter
- Musique : Nathaniel Méchaly
- Production : Luc Besson
- Producteurs délégués : David Linde et Tory Metzger
- Sociétés de production : EuropaCorp (FR), Lava Bear Films (USA) et Transfilm International (CAN)
- Sociétés de distribution : EuropaCorp USA (États-Unis), EuropaCorp Distribution (France), VVS Films (Canada)
- Pays de production :  France,  Canada et  États-Unis[1],[2]
- Langue originale : anglais
- Durée : 91 minutes
- Genres : drame, thriller
- Dates de sortie :
  - France : 30 novembre 2016
  - États-Unis : 11 novembre 2016
- Classification :
  -  Interdit aux moins de 12 ans lors de sa sortie en salles

## Distribution
- Naomi Watts (VF : Hélène Bizot ; VQ : Pascale Montreuil) : Dr Mary Portman
- Oliver Platt (VF : Gérard Darier ; VQ : Marc Bellier) : Dr Wilson
- David Cubitt (VF : Gilles Morvan ; VQ : Patrick Chouinard) : Doug

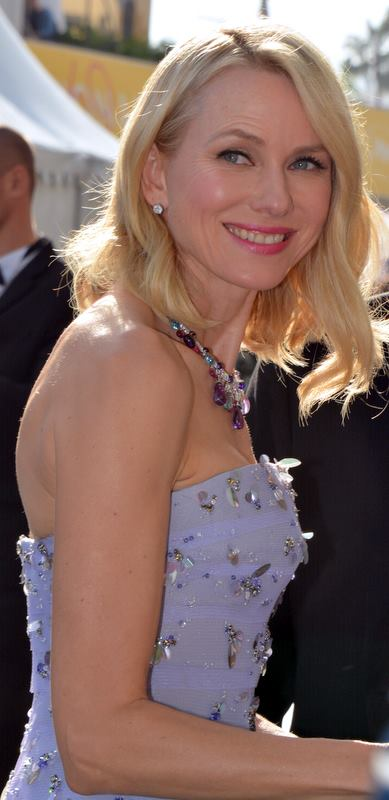
L'actrice principale Naomi Watts au Festival de Cannes 2016.

- Jacob Tremblay : Tom, le petit garçon sourd
- Tim Post : le shérif
- Crystal Balint (VF : Nathalie Doudou) : Grace
- Charlie Heaton (VF : Julien Crampon ; VQ : Tom-Eliot Girard) : Steven Portman, le beau fils de Mary
- Ellen David : Joan
- Alexandre Bacon : Aaron
- Clémentine Poidatz (VF : elle-même) : Lucy
- Peter Outerbridge (VF : Jérôme Pauwels) : Richard Portman, mari de Mary

 Source et légende : version française (VF) sur RS Doublage

## Production

### Genèse et développement
En novembre 2014, il est annoncé qu'EuropaCorp a engagé Farren Blackburn pour diriger ce thriller, basé sur un scénario écrit par Christina Hodson et présent sur la Black List des meilleurs scénarios en attente de production en 2012. EuropaCorp finance, distribue dans le monde et coproduit le film avec Lava Bear Films.

### Attribution des rôles
Naomi Watts tient le premier rôle. En mars 2015, Oliver Platt, Charlie Heaton, David Cubitt, Jacob Tremblay et Clémentine Poidatz rejoignent ensuite la distribution du film.

### Tournage
Le tournage débute mi-mars 2015 au Canada, notamment à Sutton, au Québec. Il se déroule également dans les Cantons-de-l'Est, puis à Vancouver[réf. nécessaire].